# ヨニー・レップ
ヨニー・レップ（ジョニー・-、Johnny Rep）こと、ニコラース・レップ（Nicholaas Rep, 1951年11月25日 - ）は、オランダの元サッカー選手、サッカー指導者。ポジションはFW（右ウイング）。1970年代のトータル・フットボールの中心選手の一人であり、長髪をなびかせたプレースタイルが特徴的であったことから「オランダにおけるジョージ・ベストのような存在」とも称される。

## 経歴

### クラブ
レップはFCザーンダムの下部組織で育ち、16歳の時にアヤックス・アムステルダムの下部組織へ移籍。ユースチームで1年、リザーブチームで2年を過ごした後、1972年夏にトップチームに昇格した。当時のアヤックスは1971年と1972年のUEFAチャンピオンズカップで2連覇を達成したばかりであったが、早々に出場機会を掴み、同年9月に敵地で行われたインターコンチネンタルカップ・CAインデペンディエンテ戦に出場すると、この試合で2得点を挙げ勝利に貢献した。翌1973年のUEFAチャンピオンズカップ 1972-73決勝・ユヴェントスFC戦ではヘディングで決勝点を決め大会3連覇に貢献した。
1975年からは国外へ活躍の場を求め、スペインのバレンシアCFで2シーズンを過ごした後、レアル・マドリードへの移籍の可能性が浮上したが合意には至らず、1977年からはフランスのSCバスティアへ移籍した。バスティアは前シーズン限りでドラガン・ジャイッチが退団したが、その後釜としてチームに加わると、UEFAカップ1977-78準優勝に貢献、同シーズンにはリーグ年間最優秀外国人選手賞を受賞した。1979年からはASサンテティエンヌへ移籍するとフランス代表のミシェル・プラティニらと共にプレー、1981年のリーグ優勝に貢献したが、チームの成績が下降線をたどるのと時を同じくしてチームを退団した。
PECズヴォレに1シーズン在籍した後、1984年に引退したヨハン・クライフの後釜としてフェイエノールトへ移籍したが多くの結果を残すことは出来ず、1986年夏にHFCハールレムへ移籍した後、1987年限りで現役を引退した。

### 代表
オランダ代表としては1973年5月2日に行われたスペインとの国際親善試合でデビュー。1974年に西ドイツで開催された1974 FIFAワールドカップでは1次リーグのウルグアイ戦で2得点、ブルガリア戦と2次リーグのアルゼンチン戦でそれぞれ1得点の合計4得点を決め大会準優勝に貢献したが、決勝の西ドイツ戦では決定的なシュートを外し優勝を逃した。
1978年にアルゼンチンで開催された1978 FIFAワールドカップでは1次リーグのスコットランド戦で強烈なミドルシュートを決めて1得点、2次リーグのオーストリア戦で2得点の合計3得点を決め2大会連続の準優勝に貢献した。
その後、監督のケース・ライフェルスと対立したため代表から外れたが、1982 FIFAワールドカップ・予選で若手中心のオランダ代表が苦戦していたこともあり、1981年にルート・クロルらと共に呼び戻され終盤の4試合に出場したが、最終戦のフランス戦で敗れ本大会出場を逃すと、この年を最後に代表から退いた。レップはオランダ代表として国際Aマッチ42試合に出場し12得点を記録した。

### 引退後
引退後は指導者の道へ進み、オランダ国内のズワルテ・スハペン、FCオムニワールド、VVテクセル'94、RKSVパンクラティウスなどのクラブで指揮を執った。

## 人物
選手時代は主に右のウイングとしてプレーし、ドリブル突破を得意としたが、常に右サイドに留まる訳ではなくセンターフォワードの位置でプレーすることもあり、往年のサッカー選手であるファース・ヴィルケスと比較をされることもあった。また、アヤックスやオランダ代表の同僚だった右サイドバックのヴィム・シュルビアが攻め上がった場合、彼の空けたスペースをカバーするなど、流動性の高い選手だった。
チーム内では傲慢な性格と見做されており、アヤックスやオランダ代表の中心選手だったヨハン・クライフと対立することも辞さなかった。レップは2016年のインタビューで「クライフは教師のように振る舞っていた。我々の関係はピッチを除いて良好ではなかった」と証言している。一方で、口達者で社交的な面があり、試合中の深刻な局面において冗談を言って周囲を和ませた逸話も残されている。

## 個人記録

### 代表での成績
出典
| オランダ代表 | オランダ代表 | オランダ代表 | オランダ代表 | オランダ代表 | オランダ代表 | オランダ代表 | オランダ代表 |
| 年           | 国際大会     | 国際大会     | 親善試合     | 親善試合     | 合計         | 合計         |              |
| 年           | 出場         | 得点         | 出場         | 得点         | 出場         | 得点         |              |
| ------------ | ------------ | ------------ | ------------ | ------------ | ------------ | ------------ | ------------ |
| 1973         | 2            | 0            | 1            | 1            | 3            | 1            |              |
| 1974         | 9            | 4            | 3            | 0            | 12           | 4            |              |
| 1975         | 0            | 0            | 0            | 0            | 0            | 0            |              |
| 1976         | 3            | 1            | 0            | 0            | 3            | 1            |              |
| 1977         | 3            | 2            | 1            | 0            | 4            | 2            |              |
| 1978         | 7            | 3            | 2            | 0            | 9            | 3            |              |
| 1979         | 2            | 0            | 1            | 0            | 3            | 0            |              |
| 1980         | 2            | 1            | 1            | 0            | 3            | 1            |              |
| 1981         | 5            | 0            | 0            | 0            | 5            | 0            |              |
| 通算         | 33           | 11           | 9            | 1            | 42           | 12           |              |

### 代表での得点
出典
| #  | 開催日        | 開催地                       | 対戦国         | 結果 | 大会                          |
| -- | ------------- | ---------------------------- | -------------- | ---- | ----------------------------- |
| 1  | 1973年5月2日  | オランダ、アムステルダム     | スペイン       | 3-2  | 親善試合                      |
| 2  | 1974年6月15日 | 西ドイツ、ハノーファー       | ウルグアイ     | 2-0  | 1974 FIFAワールドカップ       |
| 3  | 1974年6月15日 | 西ドイツ、ハノーファー       | ウルグアイ     | 2-0  | 1974 FIFAワールドカップ       |
| 4  | 1974年6月23日 | 西ドイツ、ドルトムント       | ブルガリア     | 4-1  | 1974 FIFAワールドカップ       |
| 5  | 1974年6月26日 | 西ドイツ、ゲルゼンキルヒェン | アルゼンチン   | 4-0  | 1974 FIFAワールドカップ       |
| 6  | 1976年5月22日 | ベルギー、ブリュッセル       | ベルギー       | 2-1  | UEFA欧州選手権1976予選        |
| 7  | 1977年3月26日 | ベルギー、アントウェルペン   | ベルギー       | 2-0  | 1978 FIFAワールドカップ・予選 |
| 8  | 1977年8月31日 | オランダ、ナイメーヘン       | アイスランド   | 4-1  | 1978 FIFAワールドカップ・予選 |
| 9  | 1978年6月11日 | アルゼンチン、メンドーサ     | スコットランド | 2-3  | 1978 FIFAワールドカップ       |
| 10 | 1978年6月14日 | アルゼンチン、コルドバ       | オーストリア   | 5-1  | 1978 FIFAワールドカップ       |
| 11 | 1978年6月14日 | アルゼンチン、コルドバ       | オーストリア   | 5-1  | 1978 FIFAワールドカップ       |
| 12 | 1980年6月14日 | イタリア、ナポリ             | 西ドイツ       | 2-3  | UEFA欧州選手権1980            |